# Баташевский
Баташевский — остановочный пункт Северо-Кавказской железной дороги в Дагестане.
Располагается на линии Гудермес — Махачкала II - Порт, в селе Солнечное.